# خطوط المنتجات

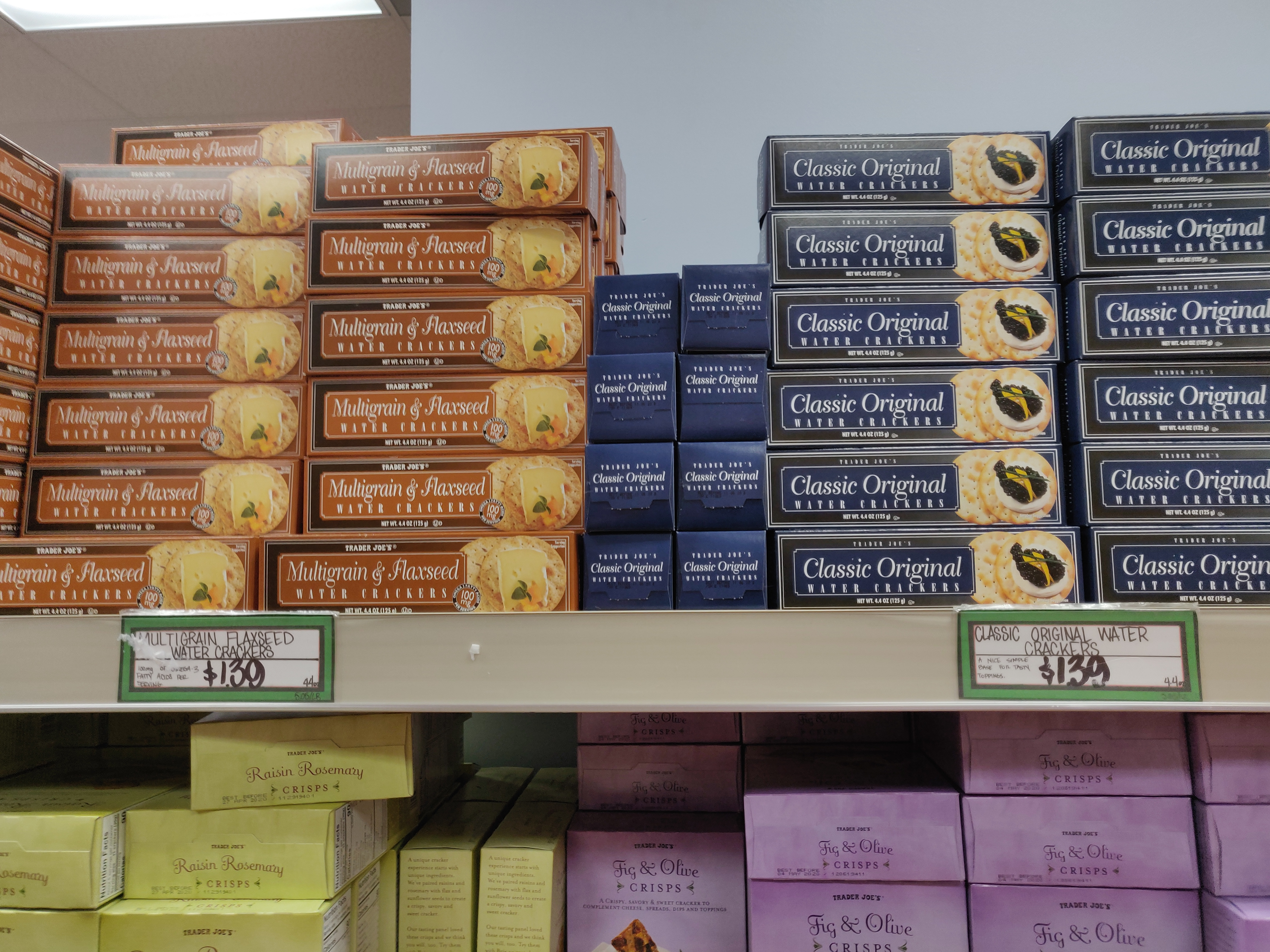
متجر بقالة تاجر البسكويت جو الولايات المتحدة

خطوط المنتجات هي إستراتيجية تسويقية لطرح العديد من المنتجات للبيع كوحدات منفردة. وعلى النقيض من حزم المنتجات التي يتم فيها تجميع العديد من المنتجات في مجموعة واحدة ثم يتم عرضها للبيع كوحدة واحدة، فإن خطوط المنتجات تتضمن طرح المنتجات للبيع بشكل منفصل. الفئة هي نطاق المنتجات الواسع الذي تقدمه الشركة. على سبيل المثال، تقدم شركة تاتا (Tata) فئات متنوعة مثل منتجات السلع الاستهلاكية ذات معدل الدوران المرتفع (FMCG) والسيارات وما إلى ذلك. أما الفئات الفرعية فهي الفئات التي تندرج ضمن فئات أخرى. على سبيل المثال، سيارات الركاب والسيارات التجارية وسيارات النقل وما إلى ذلك هي فئات فرعية ضمن فئة سيارات تاتا (Tata Motors). ويمكن أن يضم الخط المنتجات المرتبطة ببعضها من مختلف الأحجام أو الأنواع أو الألوان أو الكميات أو الأسعار. ويشير عمق خط المنتجات إلى عدد الفئات الفرعية التي تتضمنها فئة ما. ويشير اتساق خط المنتجات إلى مدى الارتباط الوثيق بين المنتجات التي يتكون منها خط المنتجات. وتشير مواطن ضعف خط المنتجات إلى نسبة المبيعات أو الأرباح الواردة من عدد قليل فقط من المنتجات في الخط.
ويُشار إلى عدد الفئات المختلفة التي تقدمها الشركة بـاتساع مزيج المنتجات. ويُشار إلى إجمالي عدد المنتجات المبيعة في جميع الخطوط بـ طول مزيج المنتجات. وإذا تم بيع خط المنتجات بنفس اسم الماركة، فيُشار إلى ذلك باسم عائلة منتجات العلامة التجارية. وعند إضافة منتج جديد إلى خط منتجات، فيُشار إلى ذلك باسم امتداد خط المنتجات. وعندما يكون هناك منتج واحد قابل للبيع ويمكن تمييزه من خلال الحجم أو المظهر أو السعر أو أية سمة أخرى في خط المنتجات، فيُطلق على ذلك وحدة حفظ مخزون المنتج (SKU).

## الوصف
عند إضافة امتداد لخط المنتجات بمستوى جودة أعلى من المنتجات الأخرى الموجودة ضمن خط المنتجات، فيُشار إلى ذلك بـرفع مستوى المنتج أو الارتقاء بالعلامة التجارية أو التوسع نحو أسواق الصفوة. وعند إضافة امتداد لخط المنتجات بمستوى جودة أقل من المنتجات الأخرى الموجودة ضمن خط المنتجات، فيُشار إلى ذلك بـخفض مستوى المنتج أو التوسع نحو الأسواق منخفضة الأسعار. وعند خفض مستوى المنتج وسعره، ينخفض على الأرجح سهم العلامة التجارية. فبهذه الطريقة يتم الحصول على مبيعات قصيرة الأجل على حساب المبيعات طويلة الأجل. وعند توسيع خط المنتجات في الاتجاهين، يُطلق على ذلك «التوسع ثنائي الاتجاه».
الصور الأيقونية للمنتج هي المنتجات التي يتم الترويج لها بصورة كبيرة ضمن خط المنتجات والتي تحدد صورة خط المنتجات بالكامل. وعادةً ما تكون الصور الأيقونية من أرقى المنتجات ضمن نطاق خط المنتجات. عند إضافة منتج جديد ضمن المجموعة الحالية من خط المنتجات غير المكتمل، فيُشار إلى ذلك باسم ملء خط الإنتاج.
يُقصد بـخطوط الأسعار استخدام عدد محدود من الأسعار لجميع عروض المنتجات. وقد بدأ هذا التقليد في متاجر 5-10 سنتات القديمة والتي كان يُباع فيها كل شيء بسعر 5 أو 10 سنتات. والأساس المنطقي وراء هذه الطريقة هو أن العملاء المحتملين يرون أن هذه المبالغ تمثل نقاط أسعار مناسبة لنطاق كامل من المنتجات. وتتميز هذه المتاجر بسهولة الإدارة، إلا أن عيبها هو عدم المرونة، وخاصة في أوقات التضخم أو عدم استقرار الأسعار.
هناك العديد من القرارات المهمة حول تطوير المنتج والخدمة وتسويقهما.
ففي أثناء عملية تطوير المنتج وتسويقه، يجب التركيز على بعض القرارات الإستراتيجية بشأن
خصائص المنتج والاسم التجاري للمنتج وتغليف المنتج ووضع ملصق التسمية عليه وخدمات دعم المنتج.
كما تدعو إستراتيجية المنتج لإنشاء خط منتجات.